# Andris Nelsons
Andris Nelsons (n. 18 noiembrie 1978, Riga, Republica Sovietică Socialistă Letonă, URSS) este un dirijor leton. În prezent, este directorul muzical al Orchestrei Simfonice din Boston și Gewandhauskapellmeister al Orchestrei Gewandhaus din Leipzig.

## Viața timpurie
Nelsons s-a născut la Riga. Mama sa a fondat primul ansamblu de muzică timpurie din Letonia, iar tatăl său a fost dirijor coral, violoncelist și profesor. La vârsta de cinci ani, mama și tatăl vitreg (un dirijor de cor) l-au dus la o reprezentație a operei Tannhäuser a lui Wagner, la care se referă Nelsons ca la o experiență profund formativă: „... a avut un efect hipnotic asupra mea. Am fost copleșit de muzică. Am plâns când a murit Tannhäuser. Cred că acesta a fost cel mai important lucru care s-a întâmplat în copilăria mea.”
În tinerețe, Nelsons a studiat pianul și a apoi trompeta la 12 ani. De asemenea, a cântat bass-bariton, cu un interes special pentru muzica timpurie, în ansamblul mamei sale. A studiat o vară la Școala Internațională de Vară Dartington cu Evelyn Tubb. A cântat ca trompetist în orchestra Operei Naționale Letone.

## Cariera de dirijor
Nelsons a studiat dirijoratul cu Alexander Titov la Sankt Petersburg, Rusia și a participat la cursurile de master în dirijorat cu Neeme Järvi, Roberto Carnevale și Jorma Panula. A intrat în atenția lui Mariss Jansons când a fost chemat de urgență să cânte în Filarmonica din Oslo ca trompetist în timpul unui turneu al acestei orchestre. Nelsons îl consideră pe Jansons ca mentor fiindu-i student din 2002.
În 2003, Nelsons a devenit dirijor principal al Operei Naționale Letone. El și-a încheiat mandatul acolo după patru ani în 2007. În 2006, Nelsons a devenit dirijor principal al Nordwestdeutsche Philharmonie din Herford, Germania, funcție pe care a deținut-o până la sfârșitul sezonului 2008-2009. Prima sa apariție la Metropolitan Opera a fost în octombrie 2009, în producția de Turandot. În iulie 2010, Nelsons a debutat la Festivalul de la Bayreuth, dirijând o nouă producție a operei Lohengrin a lui Wagner în spectacolul de deschidere a festivalului.
În noiembrie 2017, The Boston Globe a anunțat că Nelsons le-a spus lui Jim Braude și Margery Eagan de la Boston Public Radio că hărțuirea sexuală nu este - și nu a fost niciodată - o problemă în lumea muzicii clasice. Într-o declarație ulterioară , Nelsons și-a clarificat poziția spunând că „nu a văzut exemple clare de agresiuni sexuale”, dar a admis că „acestea au loc în toate domeniile, inclusiv, desigur, în industria muzicii clasice”.